# Rue Auguste-Bailly
La rue Auguste-Bailly est une voie de communication située à Courbevoie, à la limite d'Asnières-sur-Seine.

## Situation et accès

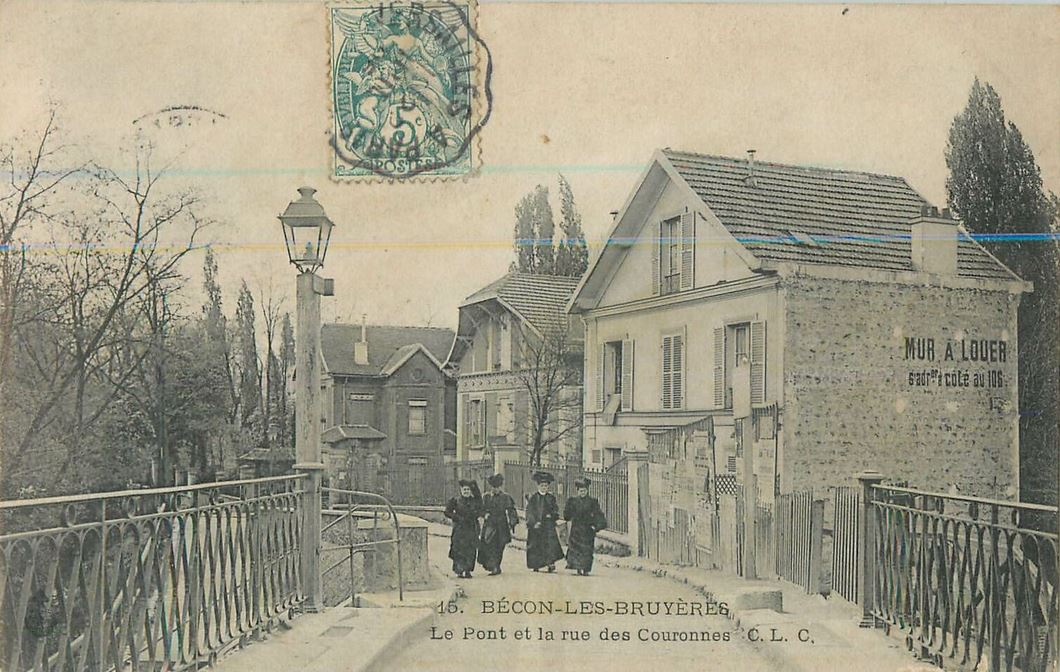
Pont des Couronnes et rue des Couronnes, côté Courbevoie.

Cette rue présente la particularité de bifurquer à 180 degrés, sur une vingtaine de mètres, vers la rue du Bois, la rue Jean-Moulin et la rue du 22-Septembre, qui longent la ligne de Paris-Saint-Lazare à Saint-Germain-en-Laye.
Elle est accessible par la gare d'Asnières-sur-Seine ou la gare de Bécon-les-Bruyères.

## Origine du nom

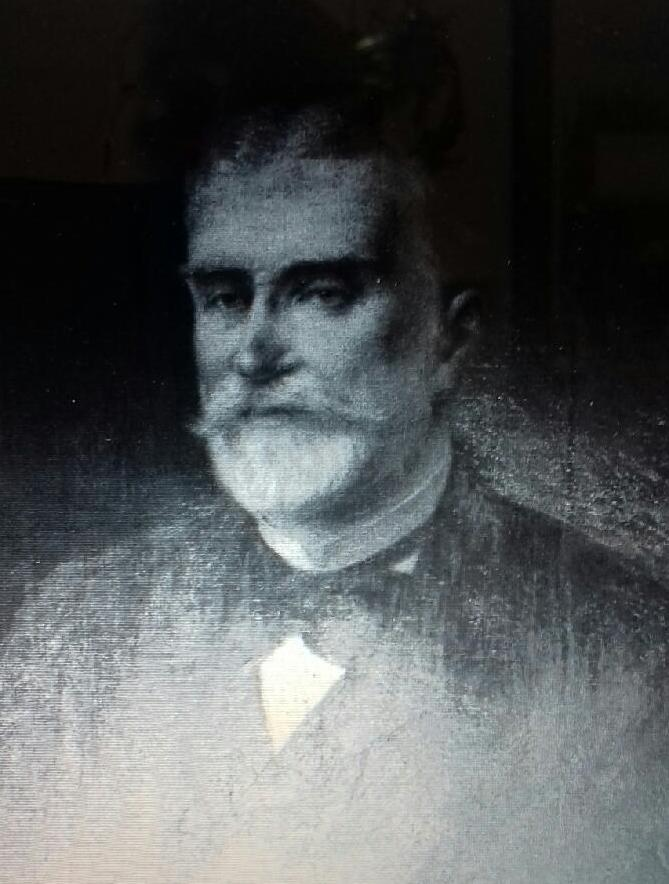
Auguste Bailly (1826-1900), maire de Courbevoie de 1878 à 1888.

Elle rend honneur d'Auguste Bailly (Paris, 1826 - Courbevoie, 1900), maire de Courbevoie d'octobre 1878 à mai 1888 et conseiller municipal pendant 24 ans.

## Historique
Jadis appelée « rue des Couronnes », elle est rebaptisée « rue Auguste-Bailly » dans les années 1900.

## Bâtiments remarquables et lieux de mémoire
- no 28 : fondation Aulagnier[2], créée en février 1890 grâce au legs de Monsieur Aulagnier[3].
- au croisement de la rue Armand-Silvestre : église Saint-Maurice de Bécon.